# Травкино (Татарстан)
Травкино — деревня в Лаишевском районе Татарстана. Входит в состав Кирбинского сельского поселения.

## География
Находится в западной части Татарстана на расстоянии приблизительно 22 км по прямой на северо-запад от районного центра города Лаишево.

## История
Основана в конце XVII века.

## Население
Постоянных жителей было: в 1782 году — 44 души мужского пола, в 1859 — 76, в 1897 — 185, в 1908 — 187, в 1920 — 237, в 1926 — 255, в 1949 — 194, в 1958 — 203, в 1970 — 150, в 1979 — 69, в 1989 — 35, в 2002 — 20 (русские 70 %, татары 30 %), 11 — в 2010.